# Млади музичари Евровизије
Млади музичари Евровизије (енгл. Eurovision Young Musicians) јесте биануално такмичење класичне музике за европске музичаре који имају између 12 и 21 годину. Организује га Европска радиодифузна унија (ЕБУ) и емитује се на телевизији широм Европе, а неке земље одржавају националне селекције како би изабрали своје представнике за такмичење. 

## Историја такмичења
Идеју да се организује такмичење за младе музичаре први пут је испитала ЕБУ експертска група за ТВ музичке програме у марту 1980. на састанку којим је председавао Хамфри Бартон са Би-Би-Сија у Женеви, у Швајцарској. 
Прво издање Евровизије младих музичара одржано је у Манчестеру, Уједињено Краљевство, 11. маја 1982. и учествовало је шест земаља.  Неке земље учеснице одржале су национална такмичења како би одабрале своје представнике за такмичење. На такмичењу је победио Немац Маркус Павлик, док су Француска и Швајцарска заузеле друго и треће место. 
Аустрија је најуспешнија земља на такмичењу младих музичара, која је победила пет пута. Деветнаесто и најновије издање овог такмичења одржано је у Единбургу у Шкотској 23. августа 2018. године и победио је Иван Бесонов, који је свирао клавир за Русију. 
Сваку земљу представља по један млади талентовани музичар који изводи дело класичне музике по свом избору у пратњи локалног оркестра емитера домаћина, а жири састављен од међународних стручњака одлучује о 3 најбоља учесника. Од 1986. до 2012. и поново 2018. године, неколико дана пре такмичења одржавала се полуфинална рунда, а жири је одлучивао и које земље су се квалификовале за финале. 
Србија се на овом такмичењу, за сада, представила два пута, последњи пут то се одиграло 2024. године.